# Ruine Rammingen
Die Ruine Rammingen, auch Burstel (= süddt. „Burgstall“) genannt, ist eine Burgruine bei der Kirche am südwestlichen Ortsende der Gemeinde Rammingen im Alb-Donau-Kreis in Baden-Württemberg.
Die Burg wurde im 11. Jahrhundert von den Herren von Rammingen erbaut, 1127 erstmals erwähnt und 1393 zerstört. Als weitere Besitzer werden die Herren von Albeck genannt. Von der Burg sind noch Mauerreste und Reste eines Turms zu sehen.